# Немецкое еженедельное обозрение

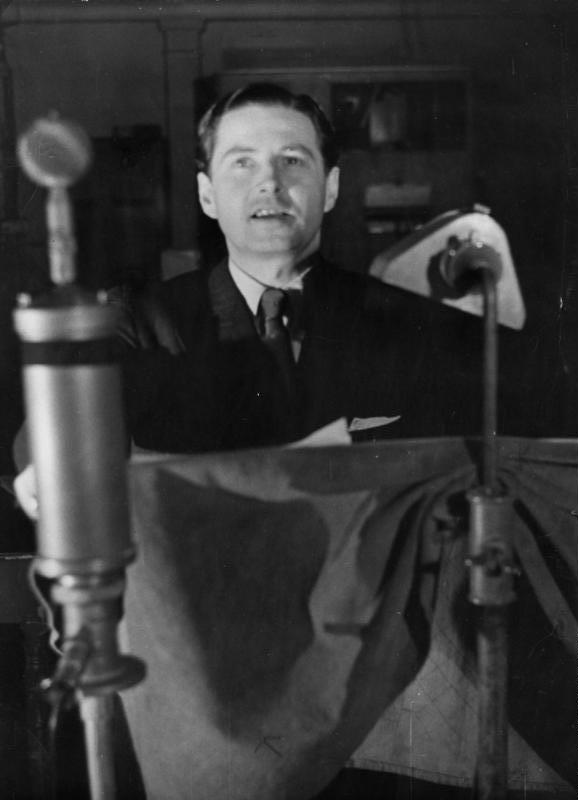
Гарри Гизе у микрофона

«Немецкое еженедельное обозрение» или «Ди Дойче Вохэншау» (нем. Die Deutsche Wochenschau) — немецкий пропагандистский киножурнал времён Второй мировой войны, выпускавшийся в 1940—1945 годах. Демонстрировался в кинотеатрах перед просмотром кинофильмов в обязательном порядке (обычно ему предшествовал культурфильм). Еженедельно рассылалось по 2000 фильмокопий, плюс копии на иностранных языках для союзников, нейтральных стран, оккупированных территорий и лагерей военнопленных.

## История
Регулярные еженедельные киножурналы с обзором новостей выходили в Германии и раньше. Одним из примеров является киножурнал Messter-Woche фирмы Oskar Messter, выходивший с 1914 года. С начала 1930-х годов, с приходом звука в кино, появилось несколько звуковых киножурналов разных кинокомпаний: Ufa-Tonwoche, Deulig-Tonwoche, Fox Tönende Wochenschau, Emelka-Tonwoche и Deulig-Woche.
После прихода к власти национал-социалистов программы новостей приобрели чётко выраженную идеологическую направленность. С 1935 года частные киножурналы находились под контролем основанного Геббельсом «Deutsches Film-Nachrichtenbüro». В 1939 году новое Deutsche Film-Nachrichtenbüro было выделено из «Немецкого центра еженедельных новостей при министерстве народного просвещения и пропаганды» (Deutsche Wochenschauzentrale beim Reichsministerium für Volksaufklärung und Propaganda). Это означало, что при формальной самостоятельности четыре немецких киножурнала создавались при прямом вмешательстве Министерства пропаганды. Отдельные фирмы были целиком подчинены данной организации, как экономически, так и в таких мелочах, как набор персонала.
В середине июня 1940 года киножурналы, которые выпускались различными фирмами, были объединены под общим названием Die Deutsche Wochenschau (начиная с № 512). В ноябре 1940 года производство новостей было подчинено фирме UFA.
До ноября 1943 года «Немецкое еженедельное обозрение» производилось в главном административном здании киностудии UFA в центре Берлина. После того как здание серьёзно пострадало при бомбардировке, производство переместилось в подвал соседнего здания. В начале июня 1944 года производство было перемещено за пределы Берлина в посёлок Буххорст. С декабря 1944 года (с № 746) киножурнал выходил раз в две недели, последний выпуск вышел 22 марта 1945 года (№ 755).

## Производство и характеристика
Большая часть выпусков «Немецкого еженедельного обозрения» отводилась пропагандистскому освещению военных действий немецких войск. Для каждой кампании создавалась отдельная команда кинооператоров (некоторые погибли на фронте во время съёмок).
Диктором был Гарри Гизе, который ранее читал дикторский текст киножурнала фирмы Tobis; в 1943 — 1944 годах его временно заменял Вальтер Таппе. Главным редактором был Генрих Рёлленберг, а после того как он попал в опалу у Геббельса — Фриц Деттман. Композитор Франц Р. Фридль был музыкальным редактором. За съёмки Гитлера отвечал его личный оператор Вальтер Френц.
В качестве музыкальной заставки киножурнала был использован фрагмент из «Песни Хорста Весселя». После нападения Германии на СССР вслед за этими фанфарами киножурнала стали исполнять «русские фанфары» — фрагмент из «Прелюдий» Ференца Листа.
В киножурнале использовались некоторые характерные пропагандистские клише, которые со временем стали навязчивыми. Почти в каждом выпуске, посвящённом восточной кампании, Гарри Гизе говорил что-то вроде «вот так живут рабочие и крестьяне в большевистском раю» и сопровождал эти слова сценами бедно одетых жителей, видами землянок и бараков, кадрами разрушений. При этом зачастую вся ответственность за разрушения (которые могли быть вызваны боями) в советских городах возлагалась на самих «большевиков», придерживавшихся тактики «выжженной земли». При изображении советских военнопленных обычно выбирались лица азиатской или еврейской внешности.
Набор используемых мелодий не отличался разнообразием: например, один и тот же марш сопровождал и кадры вступления немецких войск в Киев (выпуск № 577), и кадры поспешной эвакуации немецкого гражданского населения из Кёнигсберга на кораблях из самого последнего выпуска.

## Другие новостные киножурналы
Помимо весьма популярного еженедельного обозрения, в гитлеровской Германии существовали и другие новостные киножурналы:
- Ufa-Tonwoche (10 сентября 1930 — 19 июня 1940, Nr. 1-511)
- Deulig-Tonwoche (6 января 1932 — февраль 1939; Nr. 1-370)
- Tobis-Wochenschau (1938—1940; до этого — Bavaria-Wochenschau)
- Fox’ Tönende Wochenschau (1930—1940 и 1950—1978)
- Ufa-Europa-Woche (Februar 1944 — январь 1945; Nr. 50-100)
- Ufa-Auslands-Tonwoche (1943—1945)
- Descheg-Monatsschau (март 1942 — апрель 1944; Nr. 1-26)
- Panorama-Farbmonatsschau (1944—1945)